# Mini-Shinkansen
Mini-Shinkansen (jap. ミニ新幹線) bezeichnet ein Konzept der Investitionskosten-minimierten Erweiterung des japanischen Shinkansen-Netzes durch Konvertierung von kapspurigen Bestandsstrecken auf Normalspur. Eisenbahnrechtlich handelt es sich bei den Strecken nicht um Shinkansen-Strecken, sondern um herkömmliche Strecken (在来線, Zarai-sen), die von speziellen Express-Zügen befahren werden, die zur Shinkansen durchgebunden werden (新幹線直行特急, Shinkansen Chokkō Tokkyū). Bislang wird dieses Konzept nur von JR East angewendet.

## Geschichte

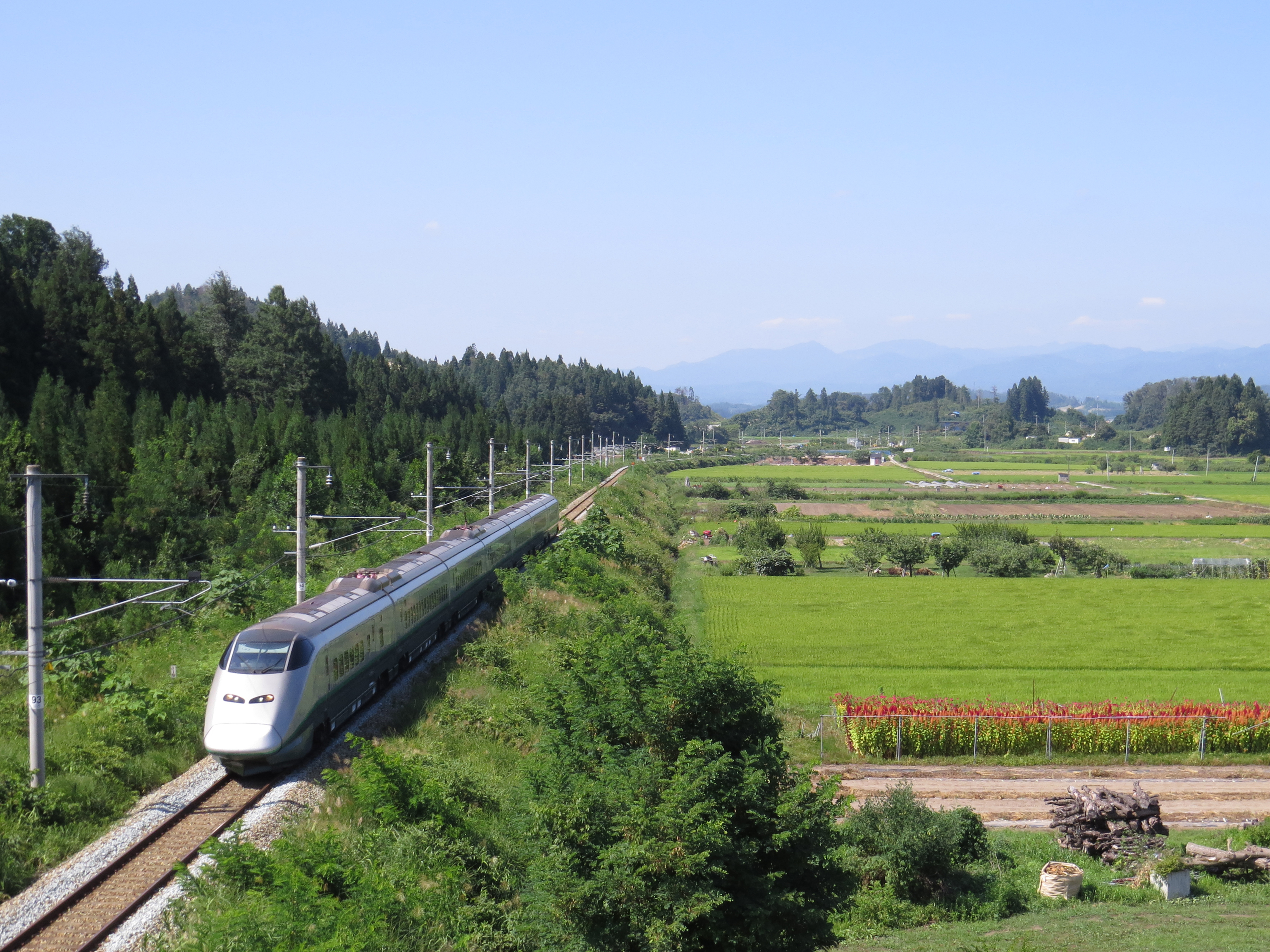
Eingleisiger Abschnitt der Yamagata-Shinkansen im ländlichen Raum

Das Mini-Shinkansen-Konzept wurde zu Beginn der 1980er-Jahre entwickelt, als der Ausbau des Shinkansen-Netzes aufgrund der hohen Verschuldung der japanischen Staatsbahn stagnierte. Ziel war es, bei möglichst geringem Investitionsaufwand in die Infrastruktur, weitere Regionen mit umsteigefreien Shinkansen-Verbindungen anbinden zu können. Die Arbeiten an dem Konzept sowie die Untersuchung geeigneter Strecken konnte vor der Aufspaltung der Staatsbahn im Jahr 1987 nicht mehr abgeschlossen werden, allerdings übernahm die neu gegründete JR East das Konzept und kündigte 1988 an, die Ōu-Hauptlinie zwischen Fukushima und Yamagata zur ersten Mini-Shinkansen umzubauen. Die Eröffnung der Yamagata-Shinkansen erfolgte im Jahr 1992 mit Neubaufahrzeugen der Baureihe 400.
Im Jahr 1997 folgte mit der Akita-Shinkansen die zweite und bislang (Stand Februar 2021) letzte Inbetriebnahme einer Mini-Shinkansen. Seit der Jahrtausendwende wurden vermehrt Shinkansen-Strecken im Vollstandard verlängert oder neu gebaut, so dass das Mini-Shinkansen-Konzept derzeit in den Hintergrund gerückt ist.

## Beschreibung des Mini-Shinkansen-Konzepts

Einfädelung der Yamagata-Shinkansen in die Tōhoku-Shinkansen am Bahnhof Fukushima (Stand März 2021, umfassende Umbauarbeiten zur niveaufreien Einfädelung angekündigt)

Bei einer Mini-Shinkansen handelt es sich um eine konventionelle Eisenbahnstrecke, die von Kapspur auf Normalspur umgerüstet wurde. Diese Maßnahme ist notwendig, da in Japan historisch bedingt das Eisenbahnnetz in Kapspur errichtet wurde, bei der Einführung der Shinkansen allerdings Normalspur gewählt wurde, um hohe Geschwindigkeiten erreichen zu können. Die Umrüstung der Bestandsstrecke umfasst vorrangig den Gleiskörper und die Zugsicherungsanlagen, nicht jedoch das Lichtraumprofil, was zur Folge hat, dass die Shinkansen-Fahrzeuge der Voll-Shinkansen nicht eingesetzt werden können, da sie zu breit sind. Auch wird der Unterbau nicht verändert, so dass die Höchstgeschwindigkeit bei nur 130 km/h und damit deutlich niedriger, als auf einer Voll-Shinkansen liegt (bis zu 320 km/h). Dies ist ein wesentlicher Unterschied zu den nach Shinkansen-Streckennorm aufgebauten neuen Strecken (jap. 新幹線鉄道規格新線, Shinkansen Tetsudō Kikaku Shinsen), bei denen kapspurige Neubaustrecken technisch so errichtet werden, dass eine spätere Umrüstung auf vollen Shinkansen-Standard und damit Geschwindigkeiten über 200 km/h möglich sind. Eine solche Umrüstung ist im Mini-Shinkansen-Konzept nicht vorgesehen, so dass eine Umwandlung einer Mini-Shinkansen in eine Voll-Shinkansen einen kompletten Neubau erforderlich machen würde.

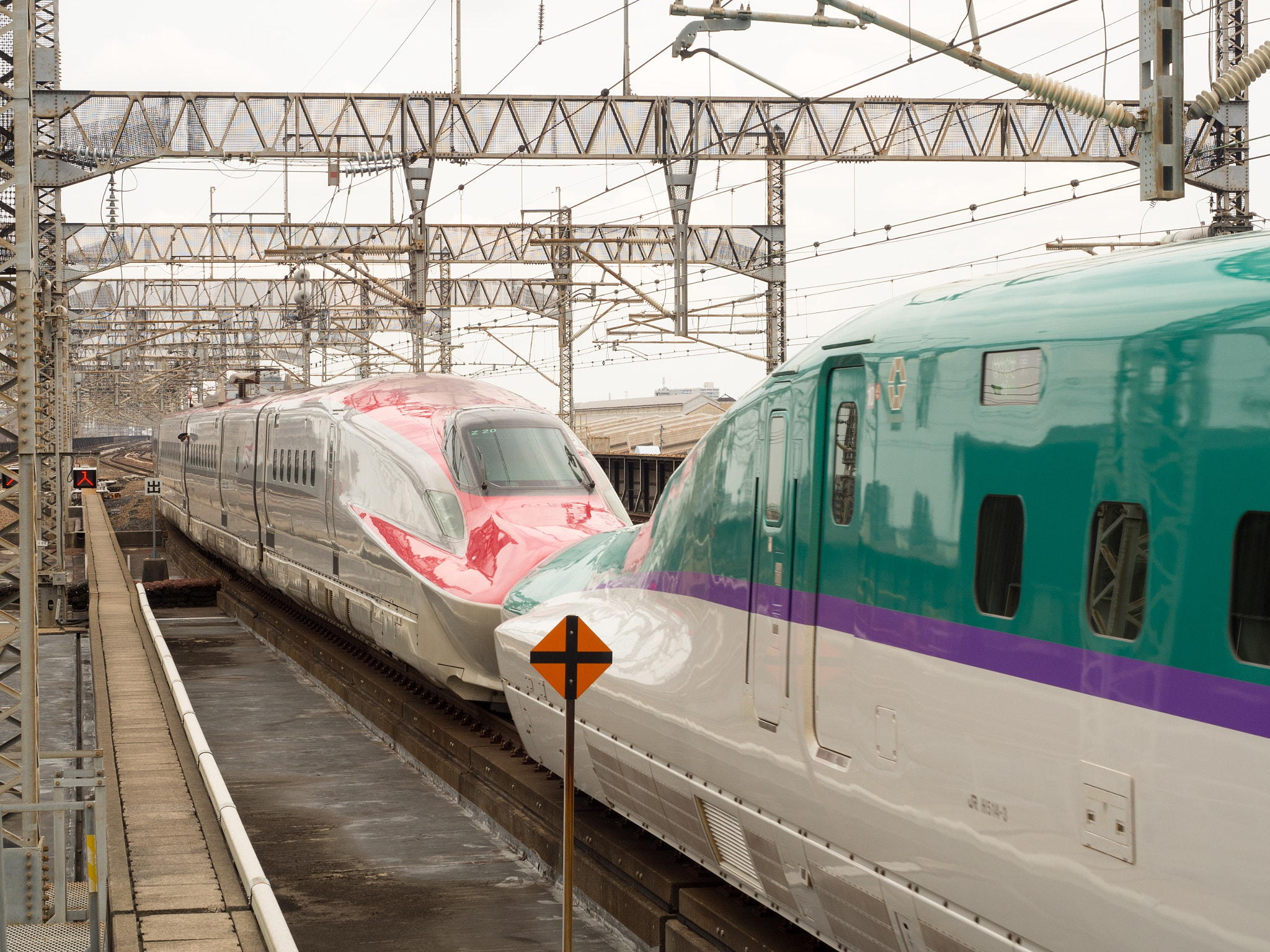
Gekuppelter Betrieb der Baureihen E6 (Mini-Shinkansen) und H5 (Voll-Shinkansen) auf der Tōhoku-Shinkansen

Züge der Mini-Shinkansen werden ab einem Verknüpfungsbahnhof mit einer Voll-Shinkansen über diese durchgebunden und dafür zumeist mit Zügen der Voll-Shinkansen gekuppelt. Auf den bislang realisierten Mini-Shinkansen betrifft dies jeweils die Tōhoku-Shinkansen ab Fukushima (Yamagata-Shinkansen) bzw. Morioka (Akita-Shinkansen).
Eisenbahnrechtlich handelt es sich bei den Mini-Shinkansen-Strecken nicht um Shinkansen-Strecken, sondern um herkömmliche Strecken, die von speziellen Express-Zügen befahren werden, die zur Shinkansen durchgebunden werden. Bei der Vermarktung des Angebots wird dennoch der Begriff Shinkansen verwendet.

### Vor- und Nachteile des Konzepts
Vorteile

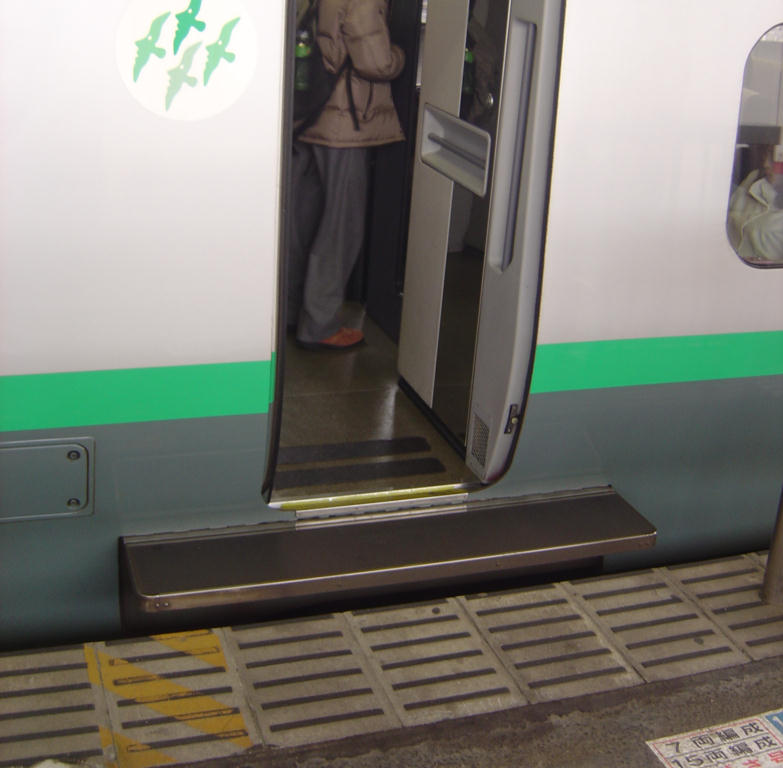
Ausgefahrene Trittstufe der Baureihe E3 zur Spaltüberbrückung an Bahnhöfen der Tōhoku-Shinkansen

- Umsteigefreie Direktverbindungen aus dünner besiedelten Gebieten über die Voll-Shinkansen bis nach Tokio.
- Weitaus geringere Investitionskosten als beim Bau einer Voll-Shinkansen.
- Deutlich kürzere Bauzeit als bei einer Voll-Shinkansen.
- Möglichkeit der engen Verzahnung mit Regionalzügen des konventionellen Eisenbahnnetzes, insbesondere wenn ein Dreischienengleis zur Anwendung kommt.
- Möglichkeit des Nachtverkehrs zwischen Mitternacht und sechs Uhr morgens, was auf einer Voll-Shinkansen aufgrund von Lärmbelästigungen nicht möglich ist.

Nachteile
- Auf dem reinen Mini-Shinkansen-Abschnitt ist das Nutzen-Kosten-Verhältnis gering, da die Umrüstung von Kap- auf Normalspur bei Beibehaltung des Unterbaus und der Kurvenradien kaum Geschwindigkeitsgewinne ermöglicht.
- Notwendigkeit, spezielle Züge zu entwickeln und beschaffen.
- Durch das schmalere Lichtraumprofil haben die Mini-Shinkansen-Züge eine geringere Platzkapazität.
- Notwendigkeit der Spaltüberbrückung per ausfahrbarer Trittbretter an Bahnhöfen der Voll-Shinkansen aufgrund der schmaleren Wagenkästen der Mini-Shinkansen-Baureihen.
- Mini-Shinkansen können nicht für die Umleitung von Voll-Shinkansen-Zügen im Störungsfall genutzt werden.
- Sofern kein Dreischienengleis installiert wird, gegebenenfalls Erzeugung von Umsteigezwängen im Regionalbahnverkehr.

## Strecken

### Strecken in Betrieb
| Name                | Streckenabschnitte (Fett = aktuelle Endpunkte) | Länge    | Eröffnung | Fahrzeugeinsatz         |
| JR East             | JR East                                        | JR East  | JR East   | JR East                 |
| ------------------- | ---------------------------------------------- | -------- | --------- | ----------------------- |
| Yamagata-Shinkansen | Fukushima 1 < > Yamagata                       | 148,6 km | 1992      | Baureihe E3-2000 und E8 |
| Yamagata-Shinkansen | Yamagata < > Shinjō                            | 148,6 km | 1999      | Baureihe E3-2000 und E8 |
| Akita-Shinkansen    | Morioka 1 < > Akita                            | 127,3 km | 1997      | Baureihe E6             |

### Mögliche zukünftige Projekte

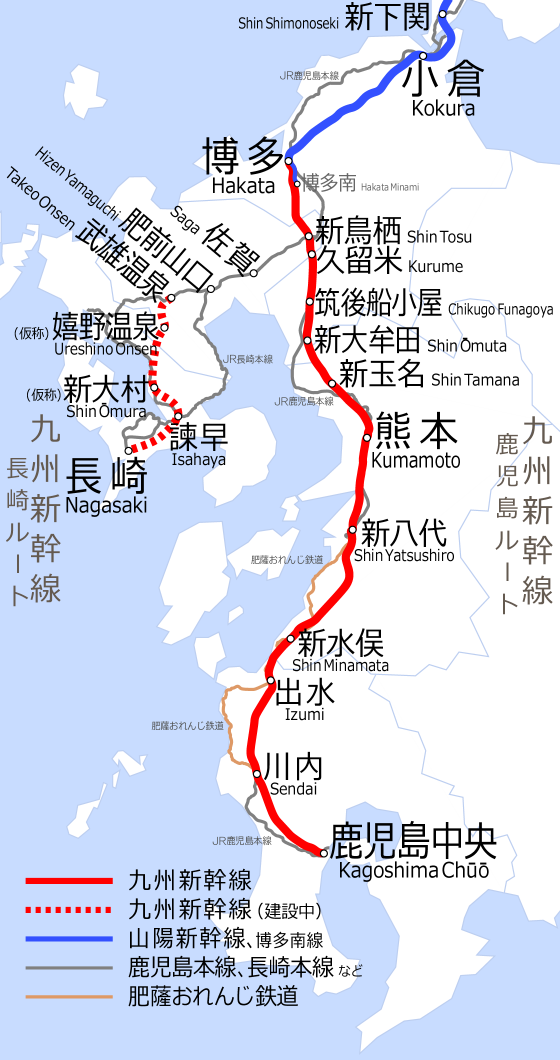
Karte der Kyūshū-Shinkansen

Für die Nishi-Kyūshū-Shinkansen besteht bislang keine Einigung über eine rund 45 km lange Netzlücke zwischen den Bahnhöfen Takeo-Onsen und Shin-Tosu, dem Verknüpfungspunkt mit der Kyūshū-Shinkansen und damit mit dem übrigen Shinkansen-Netz. Nach derzeitigem Stand hätte dies einen kostspieligen und für Fahrgäste unattraktiven Inselbetrieb zur Folge, so dass auch der Umbau der Sasebo-Linie zur Mini-Shinkansen erwogen wird. Da JR Kyūshū allerdings bereits entschieden hat, auf der Nishi-Kyūshū-Shinkansen Züge der Baureihe N700 (breites Lichtraumprofil) einzusetzen, könnte das Mini-Shinkansen-Konzept nur in abgewandelter Form zur Anwendung kommen oder es müssten ergänzend andere Fahrzeuge beschafft werden, wodurch die Züge der Baureihe N700S allerdings nur im Inselbetrieb zwischen Nagasaki und Takeo-Onsen eingesetzt werden könnten.

## Mini-Shinkansen-Baureihen

### Serienfahrzeuge
| Baureihe | Baureihe   | Betreiber | Strecke  | Anzahl Züge | Höchstgeschwindigkeit | Höchstgeschwindigkeit | Anzahl Wagen | Inbetriebnahme im Fahrgastbetrieb | Ausmusterung | Anmerkungen |
| Baureihe | Baureihe   | Betreiber | Strecke  | Anzahl Züge | Mini-Shinkansen       | Voll-Shinkansen       | Anzahl Wagen | Inbetriebnahme im Fahrgastbetrieb | Ausmusterung | Anmerkungen |
| -------- | ---------- | --------- | -------- | ----------- | --------------------- | --------------------- | ------------ | --------------------------------- | ------------ | --- |
| 400      | 400        | JR East   | Yamagata | 12          | 130 km/h              | 240 km/h              | 7            | 1992                              | 2010         | bis 1994 mit nur sechs Wagen, anschließend verlängert                                                                                      |
| E3       | 0-Serie    | JR East   | Akita    | 26          | 130 km/h              | 275 km/h              | 6            | 1997                              | seit 2013    | erste 16 Züge bis 1998 mit nur fünf Wagen, anschließend verlängert; die vier zuletzt ausgelieferten Züge 2014 zu Baureihe E3-1000 umgebaut |
| E3       | 1000-Serie | JR East   | Yamagata | 5           | 130 km/h              | 275 km/h              | 7            | 1999                              | seit 2014    | zunächst drei Neubauzüge beschafft, zwei weitere Züge 2014/2015 aus vier Zügen der 0-Serie neu zusammengestellt                            |
| E3       | 2000-Serie | JR East   | Yamagata | 12          | 130 km/h              | 275 km/h              | 7            | 2008                              |              | Ersatz für Baureihe 400 |
| E6       | E6         | JR East   | Akita    | 24          | 130 km/h              | 320 km/h              | 7            | 2013                              |              | Ersatz für 0-Serie der Baureihe E3 |
| E8       | E8         | JR East   | Yamagata | 17          | 130 km/h              | 300 km/h              | 7            | 2024                              |              | Ersatz für Baureihen E3-1000 und -2000 |

### Dienst- und Versuchsfahrzeuge
- Shinkansen-Baureihe E926: Streckeninspektionszug von JR East, der von der Baureihe E3 abgeleitet wurde. Der schmalere Wagenkasten der Baureihe E3 ermöglicht so die Inspektion von sowohl Voll-Shinkansen, als auch Mini-Shinkansen. Gegenüber der Baureihe E3 wurde die Baureihe E926 leistungsgesteigert.
- Shinkansen-Baureihe E955: Erprobungsträger für die Baureihe E6, der bei einer Höchstgeschwindigkeit von bis zu 360 km/h auf der Tōhoku-Shinkansen eingesetzt wurde. Die Baureihe E955 wurde unter der Bezeichnung „FASTECH 360“ vermarktet.